# РПГ-22

РПГ-22 «Нетто» (ТКБ-0125, індекс ГРАУ — 6Г18) — реактивна протитанкова граната. Зброя одноразового застосування. Взята на озброєння Радянської армії в 1979 році.

## Історія
У 1979 році, через сім років після прийняття на озброєння «Мухи», на полігонні випробування була надана реактивна протитанкова граната РП-22 «Нетто». Поява нового зразка була обумовлена вже недостатньою до того часу бронепробивністю РПГ-18 і необхідністю створення гранатомета одноразового застосування однотрубної конструкції.
Пусковий пристрій системи РПГ-22 являє собою тонкостінну трубу, з якої телескопічно пов'язаний насадок, призначений для подовження дульної частини труби ствола в бойовому стані. Труба і насадок при розведенні складають ствол пускового пристрою. Труба пускового пристрою виготовлена з того ж склопластику, що і РПГ-18, а насадок з поліаміду ПА6-211-ДС.
Реактивний заряд двигуна, на відміну від РПГ-18, є зарядом «щіточного типу» з піроксилінового пороху марки 7/1 ТР В/А. Він являє собою пучок трубчастого пороху, затиснений з переднього торця. Така конструкція заряду дозволила підвищити швидкість згоряння пороху, що в результаті зменшило час роботи двигуна і збільшило початковий імпульс заряду. Початкова швидкість гранати зросла з 114 м/с до 133 м/с. Головна частина гранати споряджена вибуховою речовиною марки «Окфол».
Постріл здійснюється натисканням на спусковий важіль (заднє плече шептала).
Перевід системи РПГ-22 з бойового положення в похідне не передбачений. У разі невикористання гранати передбачається розрядити пострілом в бік супротивника.
За результатами полігонних і військових випробувань в 1981 році реактивна протитанкова граната РПГ-22 «Нетто» була прийнята на озброєння Радянської Армії, але до того часу, а точніше в 1980 році, було затверджено тактико-технічне завдання (ТТЗ) на розробку реактивної протитанкової гранати підвищеної ефективності з гранатометом одноразового застосування РПГ-26 «Аглень».

## Бойове застосування

### Російсько-українська війна
РПГ-22 був використаний і для скоєння терористичних актів на вільній території України. Так, у ніч на 29 березня 2017 року на четвертому поверсі адміністративного приміщення Генерального Консульства Республіки Польща у Луцьку стався вибух. За попередніми даними причиною став постріл з гранатомета РПГ-26, а за остаточними та уточненими даними — РПГ-22. Жертв внаслідок вибуху немає. На місці працювали слідчо-оперативні групи СБУ та поліції. Слідство розглядало декілька версій інциденту, але вирішило кваліфікувати злочин як терористичний акт.
РПГ-22 були використані й під час повномасштабного вторгнення в лютому 2022 року. Так, 27 лютого 2022 року була затримана російська диверсійна група в Одесі. Серед наявної в неї озброєння були й РПГ-22.

## Оператори
- Болгарія (виробництво на ВМЗ Сопот)[5]
- Індія
- Грузія[6]
- Росія
- Україна
- Туркменістан
- Колумбія
- Перу[7]

### Колишні
- СРСР